# Orthotylus flavosparsus

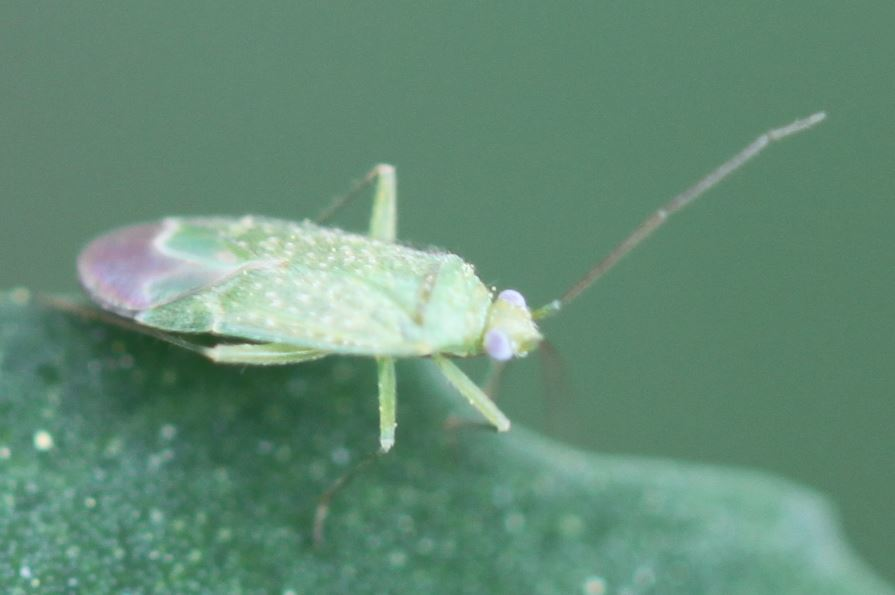

Orthotylus flavosparsus ist eine Wanzenart aus der Familie der Weichwanzen (Miridae).

## Merkmale
Die Wanzen werden 3,5 bis 4,1 Millimeter lang. Die Arten der Gattung Orthotylus sind überwiegend grün gefärbt. Viele sind extrem ähnlich und deswegen anhand von äußeren Merkmalen nur sehr schwer zu bestimmen. Die Wirtspflanze der entsprechenden Individuen sind daher ein wichtiges Indiz. Orthotylus flavosparsus ist eine der einfacher zu bestimmenden Arten der Gattung. Sie hat eine grün gefärbte Membrane der Hemielytren und kann anhand der Flecken aus silbrigen Härchen auf der Körperoberseite leicht bestimmt werden.

## Vorkommen und Lebensraum
Die Art ist nahezu in der gesamten Paläarktis verbreitet und wurde durch den Menschen in Nord- und Südamerika eingeschleppt. In Deutschland und Österreich ist sie weit verbreitet und kommt in den von ihr bevorzugten Lebensräumen fast immer vor. Besiedelt werden unabhängig vom Feuchtigkeitsgrad nährstoffreiche oder von Salz beeinflusste Lebensräume insbesondere an Küsten, wie etwa auf Salzwiesen oder Stränden, aber auch an salzigen Orten im Binnenland, auf Ruderalflächen oder stark nährstoffreichen Orten wie am Rand von Klärbecken oder Deponien.

## Lebensweise
Die Wanzen leben an Fuchsschwanzgewächsen (Chenopodiaceae), insbesondere an Gänsefüßen (Chenopodium) und Melden (Atriplex), vor allem an Weißem Gänsefuß (Chenopodium album). Möglicherweise saugen sie auch an Pflanzen aus anderen Familien. Sie saugen bevorzugt an den unreifen Reproduktionsorganen der Pflanzen. Die adulten Wanzen sind durch ihre Färbung gut auf ihren mehlig bestaubt wirkenden Wirtspflanzen getarnt. Sie sind sehr flugaktiv und fliegen nachts auch künstliche Lichtquellen an. In Mitteleuropa treten in der Regel zwei sich überschneidende Generationen pro Jahr auf, die die Maxima im Juni und Juli sowie im August und September haben. Adulte Wanzen kann man von Mai bis Oktober antreffen. Die Weibchen stechen ihre Eier in die Stängel der Wirtspflanzen ein.

## Belege